# Jarosław Jarząbkowski
Jarosław Jarząbkowski, pseud. „pashaBiceps” (ur. 11 kwietnia 1988 w Nasielsku) – polski zawodowy gracz e-sportowy w grach serii Counter-Strike. Były reprezentant takich formacji jak ESC Gaming, Universal Soldiers czy Virtus.pro.

## Kariera zawodowego gracza
Do 2010 roku grał w Counter-Strike’a 1.6 w drużynach amatorskich. W lutym dołączył do Frag eXecutors, z którym zajął 3. miejsce na World Cyber Games 2010. W 2011 wraz z ESC Gaming był ostatnim mistrzem świata w CS 1.6 na Intel Extreme Masters VI, a także wygrał World Cyber Games 2011.
W 2012 roku zaczął grać w nowo wydaną grę Counter-Strike: Global Offensive. 25 stycznia 2014 dołączył do zespołu Virtus.pro, z którym wygrał m.in. EMS One Katowice 2014, StarLadder i-League Invitational #1, E-League Season 2016, DreamHack Bucharest. Pod koniec 2018 roku opuścił aktywnie grający skład Virtus.pro, jednak pozostał w klanie, nie ujawniając swojej oficjalnej roli. W lutym 2019 ostatecznie rozstał się z drużyną.
W swojej karierze wygrał dotychczas indywidualnie ponad 624 000 dolarów amerykańskich (stan na 21 listopada 2022). Łącznie w karierze wygrał 43 oficjalne turnieje, 26 razy był drugi i 42 razy kończył swój udział na półfinałach (stan na 21 listopada 2022). Kilkukrotnie był wyróżniany miejscem w czołowej dwudziestce zestawienia najlepszych graczy roku według serwisu HLTV.org.

### Wybrane wygrane turnieje
Wygrane turnieje:
- World Cyber Games 2011
- Intel Extreme Masters VI 2011
- EMS One Katowice 2014
- Copenhagen Games 2015

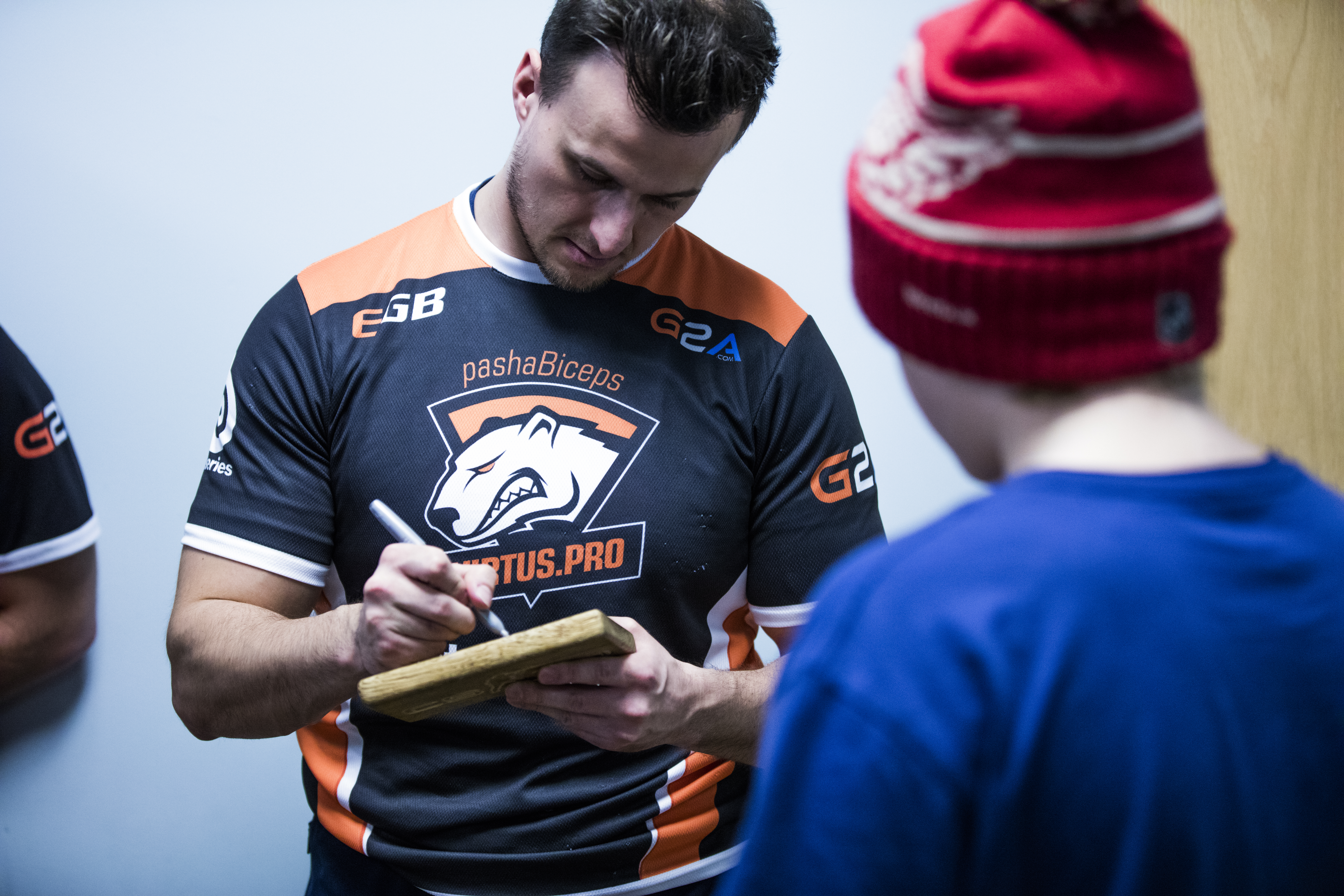
Jarosław Jarząbkowski rozdający autografy (2016)

- ESEA Invite Season 18 Global Finals 2015
- CEVO Professional Season 7 Finals 2015
- ESL ESEA Dubai Invitational 2015
- CEVO Professional Season 8 Finals 2015
- SL i-League Invitational #1 2016
- ELEAGUE Season 2016
- DreamHack ZOWIE Open Bucharest 2016
- DreamHack Masters Las Vegas 2017
- Adrenaline Cyber League 2017

### Wyróżnienia indywidualne
- 18. miejsce w rankingu najlepszych graczy na świecie w 2011 roku według serwisu HLTV.org[6]
- 19. miejsce w rankingu najlepszych graczy na świecie w 2013 roku według serwisu HLTV.org[7]
- 3. miejsce w rankingu najlepszych graczy na świecie w 2014 roku według serwisu HLTV.org[8]
- Zdobywca tytułu „e-sportowy gracz roku 2017” w plebiscycie Polish Esport Awards[10]
- 9. miejsce w rankingu najlepszych graczy dekady w Counter-Strike’u według ESL[11]

## Walki freak fight
3 grudnia 2021 roku organizacja typu freak fight, High League ogłosiła debiut Jarząbkowskiego jako główne wydarzenie gali High League 2. Pierwszą walkę stoczył na zasadach boksu 5 lutego 2022 roku w krakowskiej Tauron Arenie, gdzie wygrał w przez techniczny nokaut (niezdolność do kontynuowania walki) z Michałem „Owcą” Owczarzakiem.
Drugą walkę stoczył po ponad rocznej przerwie w walce wieczoru gali High League 6, która odbyła się 18 marca 2023 w katowickim Spodku. Rywalem popularnego pashyBicepsa w debiucie na zasadach mieszanych sztuk walki został youtuber, Marcin Dubiel. Po jednym z wyprowadzonych ciosów Jarząbkowski padł na deski, a w parterze został poddany do nieprzytomności przez duszenie gilotynowe.
Oczekiwano, że trzecią walkę stoczy 31 sierpnia 2024 na warszawskim Stadionie Narodowym podczas gali Fame 22: Ultimate. Jego rywalem miał zostać zawodowy bokser, Krzysztof Włodarczyk. Starcie planowano na regułach MMA. Na miesiąc przed tym wydarzeniem Jarząbkowski poinformował kibiców o kontuzji Włodarczyka, która prawdopodobnie wykluczałaby go z walki w formule MMA. Po zwolnieniu Włodarczyka z federacji występ Jarząbkowskiego także został odwołany.

## Wyróżnienia
- Honorowy Obywatel Gminy Nasielsk (2023)[20]